# Лопес-Кансио-и-Фернандес, Хесус
Хесус Лопес-Кансио-и-Фернандес (исп. Jesús López-Cansio y Fernández; 28 августа 1917, Авилес — 27 июля 2008, Тапия-де-Касарьего) — испанский политик. Неоднократно занимал губернаторские посты, во времена диктатуры Франко.

## Биография
Хесус Лопес-Кансио родился в Авилесе, в 1917 году. Получив степень доктора юридических наук в Университете Овьедо, он присоединился к фалангистам, в рядах которых он воевал в гражданской войне.
После войны Хесус Лопес занял пост главы «Молодёжного фронта» в Овьедо, а затем стал мэром города Тапия-де-Касарьего. Следующим шагом в карьере, стал его первый губернаторский срок, тогда, возглавляя провинцию Паленсия, Хесус Лопес развивал строительный сектор и способствовал созданию паленсийского филиала «Молодёжного фронта». В 1955 году он стал главой этой организации, сменив на посту Хосе Элолу-Оласо.